# Bergara

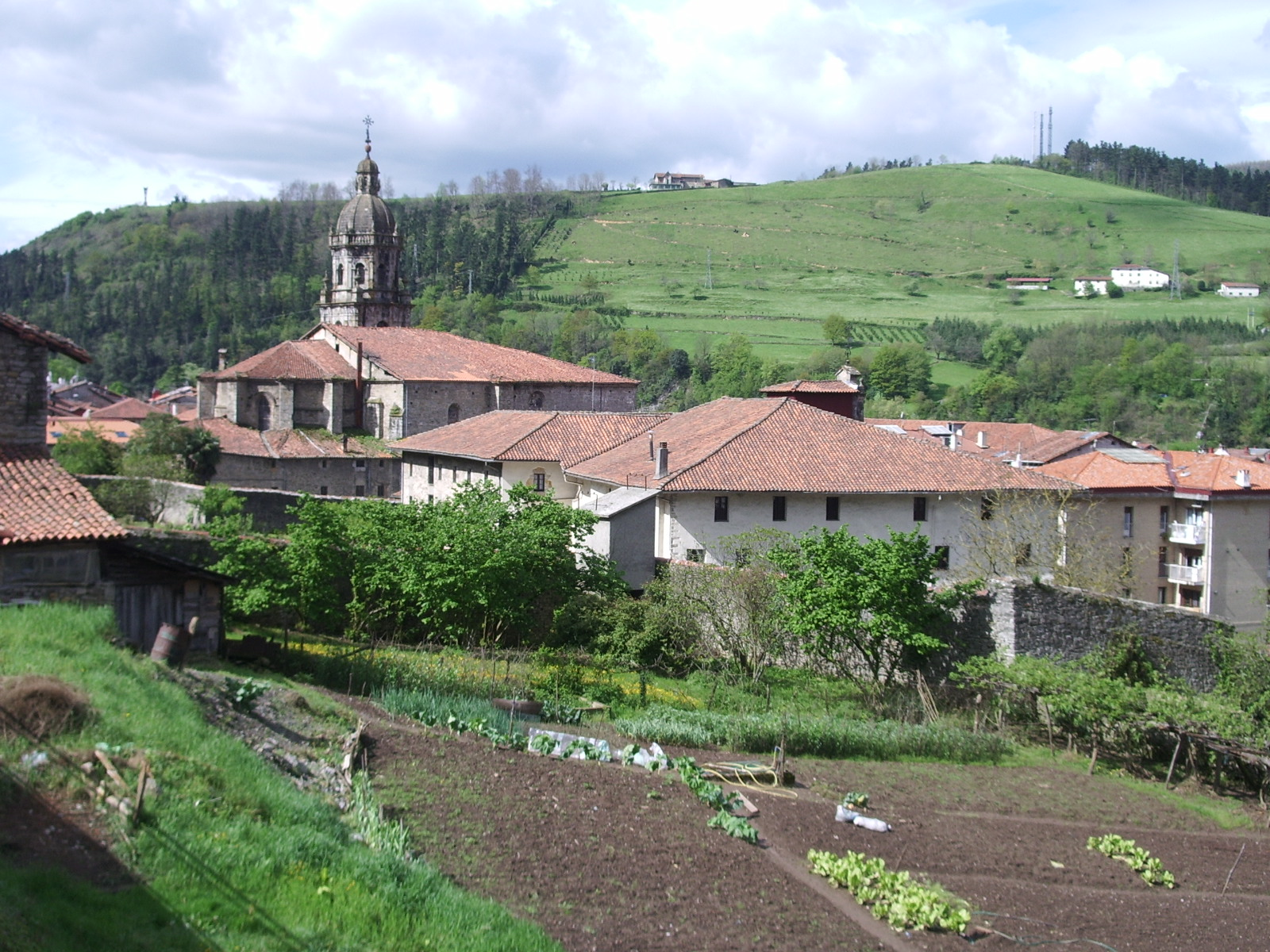
View of historic quarter of Bergara

Bergara  (Vergara trong tiếng Tây Ban Nha) là một đô thị trong tỉnh Guipúzcoa thuộc cộng đồng tự trị Xứ Basque, Tây Ban Nha.